# Stara Vučina
Staravuçinë en albanais et Stara Vučina en serbe latin (en serbe cyrillique : Стара Вучина) est une localité du Kosovo située dans la commune/municipalité de Theranda/Suva Reka et dans le district de Prizren/Prizren. Selon le recensement de 2011, elle compte 238 habitants, tous albanais.

## Démographie

### Évolution historique de la population dans la localité
| 1948 | 1953 | 1961 | 1971 | 1981 | 1991 | 2011 |
| ---- | ---- | ---- | ---- | ---- | ---- | ---- |
| 98   | 102  | 110  | 192  | 260  | 315  | 238  |

|  |